# 킴 도밍고
킴 도밍고(Kim Domingo, 1995년 2월 3일~)는 필리핀의 배우이다.